# Borci Donji
Borci Donji su naseljeno mjesto u općini Kotor Varoš, Republika Srpska, Bosna i Hercegovina.

## Stanovništvo

### 1991.
Nacionalni sastav stanovništva 1991. godine, bio je sljedeći:
ukupno: 419
- Srbi - 417
- Hrvati - 2

### 2013.
Nacionalni sastav stanovništva 2013. godine, bio je sljedeći:
ukupno: 259
- Srbi - 252
- Hrvati - 2
- Bošnjaci - 1
- ostali, neopredijeljeni i nepoznato - 4